# Changes (Black Sabbath)
Changes è un brano musicale del gruppo heavy metal britannico Black Sabbath, contenuto nel loro quarto album in studio Black Sabbath, Vol. 4.

## Descrizione
Il brano, che risente dell'influsso delle prime sperimentazioni di rock progressivo del gruppo di Birmingham, è una ballata il cui tema principale è la fine di una relazione. La canzone è alquanto differente dai precedenti lavori dei Black Sabbath per via del suo sound soft rock e del suo testo nostalgico e melanconico. La voce di Ozzy Osbourne è accompagnata nell'esecuzione di un pianoforte e di archi.
Il brano venne eseguito dal vivo soltanto in due occasioni: la prima nel 1973 al Great Ngaruawahia Music Festival in Nuova Zelanda, e successivamente nel 1995 con Tony Martin alla voce.

## Formazione
- Ozzy Osbourne - voce
- Tony Iommi - pianoforte, mellotron
- Geezer Butler - basso, mellotron

## Reinterpretazioni

### Versione di Ozzy Osbourne
È stata eseguita dal vivo da Ozzy Osbourne, dopo aver lasciato i Black Sabbath e aver lanciato la sua carriera da solista, con Zakk Wylde al pianoforte e Mike Inez al basso. Una sua versione registrata per l'album dal vivo Live and Loud venne estratta come singolo e si piazzò al 9º posto della Billboard Mainstream Rock Tracks.

### Versione di Ozzy e Kelly Osbourne
Dieci anni dopo la reinterpretazione del brano nell'album Live and Loud, nel 2003, Ozzy ha registrato una nuova versione assieme alla figlia Kelly in duetto. Il testo della canzone, parzialmente modificato, riflette i momenti particolari della loro vita insieme.
Il brano è stato estratto come singolo dall'album Shut Up di Kelly Osbourne, e si è piazzato alla posizione numero uno della Official Singles Chart britannica, oltre a ricevere una nomination ai Grammy Awards. Il singolo ha venduto più di un milione di copie in tutto il mondo.

### Altre versioni
Della canzone sono state eseguite numerose cover, tra cui quelle dei The Cardigans, degli Overkill e di Charles Bradley, oltre a quella del già citato Ozzy Osbourne. Il rapper statunitense Eminem ha utilizzato un campionamento della versione dei Black Sabbath nel brano ','Going Through Changes, contenuto nell'album Recovery del 2010. Al concerto Back to the Beginning, ultima apparizione dal vivo di Ozzy Osbourne, è stata eseguita da Yungblud, che successivamente ha pubblicato la versione dal vivo.